# Schlepzig
Schlepzig (dolnołuż. Słopišća) – miejscowość i gmina w Niemczech w kraju związkowym Brandenburgia, w powiecie Dahme-Spreewald, wchodzi w skład urzędu Unterspreewald. Do 31 grudnia 2012 wchodziła w skład urzędu Unterspreewald.

## Geografia
Gmina Schlepzig położona jest na północ od miasta Lubin, nad rzeką Sprewą.